# 맨섬 파운드
맨섬 파운드(영어: Manx pound)는 맨섬의 통화로 1 파운드는 100 펜스(Pence, 단수형: Penny)에 해당된다. 맨섬 파운드는 영국 파운드의 변종인 고정 환율을 시행한다.
맨섬은 영국과 통화 동맹을 맺고 있기 때문에 맨섬 파운드는 독립된 통화가 아닌 영국 파운드와 동일한 가치의 통화로 간주된다. 1, 2, 5, 10, 20, 50 펜스, 1, 2, 5 파운드 동전과 1, 5, 10, 20, 50 파운드 지폐가 통용된다.

## 같이 보기
- 건지섬 파운드
- 저지섬 파운드